# بنفشه طلایی
 بنفشه طلایی(نام علمی: Viola aurea) نام یک گونه از سرده بنفشه است.